# Klimat podzwrotnikowy

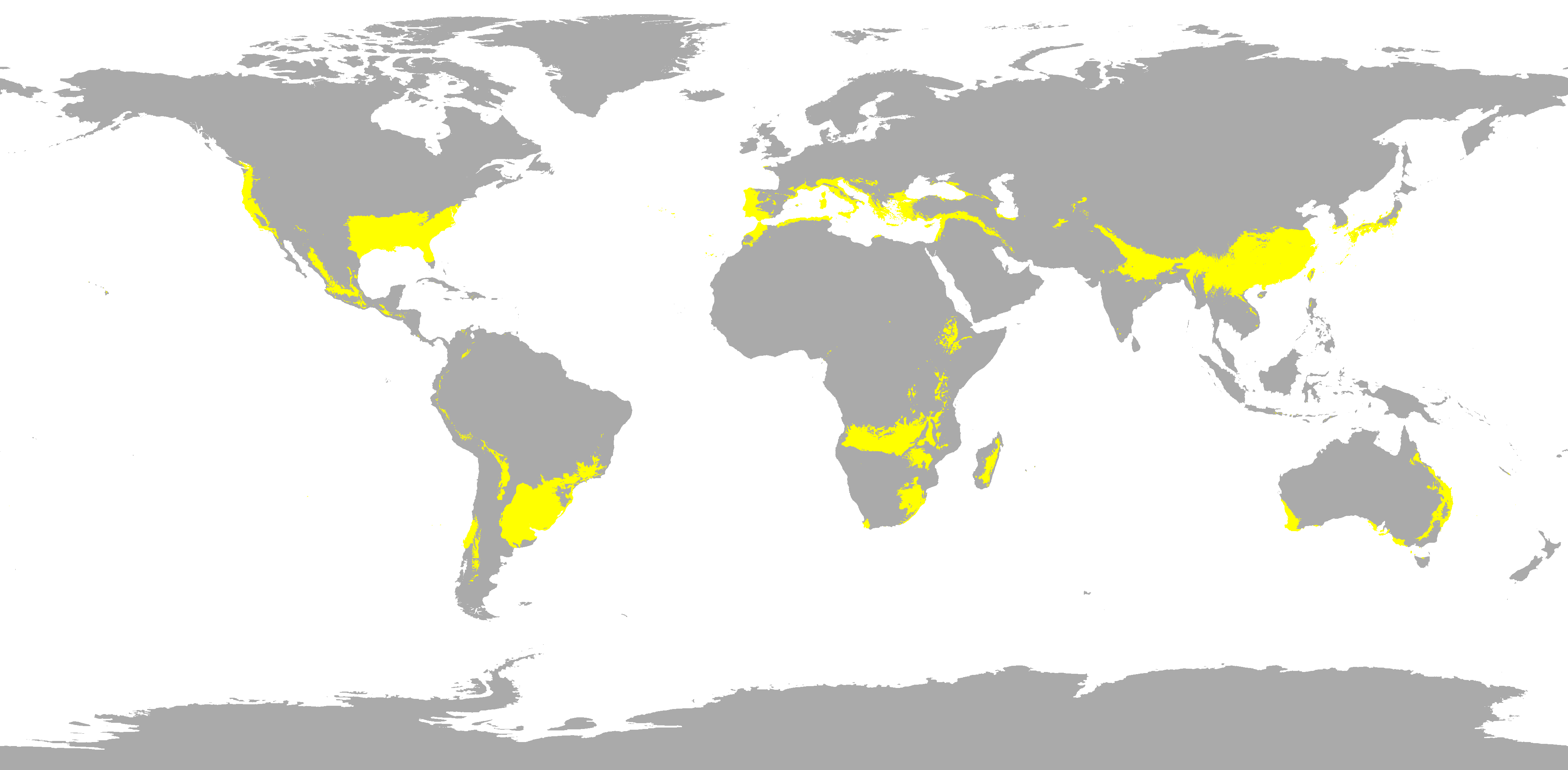
Klimat podzwrotnikowy

Strefa klimatów podzwrotnikowych (subtropikalnych) – w klasyfikacji klimatów Wincentego Okołowicza jest to jedna z pięciu głównych stref klimatycznych, a w klasyfikacji Borysa Alisowa – jedna z ośmiu. 

## Ujęcie Okołowicza
Strefa obejmuje obszary kuli ziemskiej, na których średnia temperatura najchłodniejszego miesiąca wynosi +10 °C i więcej w klimatach morskich, do 0 °C w klimatach kontynentalnych, zaś opady występują przeważnie w chłodnym półroczu (w klimatach monsunowych latem). Pory roku wyznacza roczny przebieg temperatury, opadów.
Wyróżnia się pięć typów tego klimatu: 
- morski (np. śródziemnomorski: rejony Hiszpanii, Włoch i Grecji) i morski odmiana monsunowa
- pośredni (z odmianą monsunową)
- trzy różniące się suchością klimaty kontynentalne: kontynentalny, kontynentalny suchy, kontynentalny skrajnie suchy

W tej strefie wschodnie wybrzeża kontynentów są w większości wilgotne (głównie dzięki monsunom letnim i ciepłym prądom morskim), zachodnie natomiast, leżące pod wpływem klimatu śródziemnomorskiego, średnio wilgotne lub nawet okresowo suche.

## Ujęcie Alisowa
Strefa podzwrotnikowa (subtropikalna) położona jest między strefą zwrotnikową i umiarkowaną. Wydzielona jest na podstawie położenia geograficznego (szerokości geograficznej) i charakteru klimatu, interpretowanego głównie z punktu widzenia planetarnego krążenia powietrza. Cechuje się sezonową wymianą mas powietrza. Latem antycyklony odsuwają się na północ i w strefie tej panuje powietrze zwrotnikowe. Zimą natomiast z powodu przesunięcia antycyklonów w pobliże równika, w strefie tej znajduje się powietrze polarne z szerokości umiarkowanych. W odróżnieniu od klimatu zwrotnikowego w okresie zimowym występują tu opady śniegu, aczkolwiek utrzymują się zwykle tylko w górach, a w niższych położeniach szybko on topnieje.
Podobnie jak w innych strefach klimatycznych, także tu wyróżniane są klimaty: 
- kontynentalny podzwrotnikowy;
- oceaniczny podzwrotnikowy;
- wybrzeży zachodnich;
- wybrzeży wschodnich;
- górski.